# Bombenangriff auf Freiburg am 10. Mai 1940
Bei dem irrtümlichen Bombenangriff auf Freiburg am 10. Mai 1940 durch die deutsche Luftwaffe starben 57 Einwohner der Stadt Freiburg im Breisgau.

## Zeitlicher Ablauf
Drei Heinkel He 111 der Kette des Leutnants Paul Seidel aus der 8. Staffel des Kampfgeschwaders 51 waren mit dem Geschwader vom Fliegerhorst Landsberg/Lech um 14:27 Uhr gestartet. Auftrag war im Rahmen des Westfeldzugs, Dijon oder als Ausweichziel den Flugplatz Dole-Tavaux zu bombardieren. Durch Navigationsfehler verloren sie die Orientierung und erreichten die Ziele nicht. Sie waren nicht in der Lage, ihre genaue Position zu bestimmen. Als ein Kirchturm aus dem Nebel ragte, vermutete man, es handle sich um Colmar und den beherrschenden Sakralbau St. Martin. Die Freiburger Flugwache im Hildaturm auf dem Lorettoberg identifizierte die Flugzeuge als deutsche. Deshalb wurde erst nach Beginn der Bombardierung Fliegeralarm ausgelöst. Ab 15:59 Uhr wurden 69 Bomben auf die Stadt abgeworfen.

## Zeitnahe Folgen
Die deutsche Führung versuchte, den Irrtum zu vertuschen und die Bombardierung den Kriegsgegnern zuzuschreiben. Die gleichgeschalteten deutschen Medien griffen das Ereignis auf. Die UFA Tonwoche berichtete zum Beispiel in ihrer Ausgabe Nr. 506 am 15. Mai 1940 am Ende eines längeren Beitrages auch über den „brutalen und skrupellosen Angriff auf eine unbefestigte deutsche Stadt“. Die Freiburger Zeitung berichtete am 11. Mai 1940 von einem „feigen Luftangriff“ auf die Stadt. Bei dem „hinterhältigen, feigen und allen Gesetzen der Menschlichkeit und des Völkerrechts hohnsprechenden Bombenangriff“, so die Zeitung weiter, seien „24 Zivilpersonen in den Tod gerissen“ worden. Gleichzeitig nutzte man den Vorfall, um weitere Angriffe auf die Gegner zu rechtfertigen. So würde „jeder weitere planmäßige Bombenangriff auf die deutsche Bevölkerung durch die fünffache Anzahl von deutschen Flugzeugen auf eine englische oder französische Stadt erwidert werden.“ In einer Rede vor der Belegschaft der Borsig-Werke am 10. Dezember 1940 beschuldigte Adolf Hitler den britischen Premierminister Winston Churchill, mit der Bombardierung Freiburgs die Terrorangriffe gegen die Zivilbevölkerung begonnen zu haben.
Die Piloten protokollierten, das Ausweichziel Dole-Tavaux angegriffen zu haben. Dies geschah aber erst im weiteren Verlauf des Jahres 1940. Die Behauptung, die Blindgänger des Angriffs seien nicht aus deutscher Produktion, wurde bereits damals durch die Produktionskennzeichnungen widerlegt. Dennoch hielt sich in der Bevölkerung lange der Mythos, es seien ausländische Flugzeuge gewesen, die Freiburg bombardierten. Anknüpfungspunkt dafür könnten unter anderem die Erinnerungen an die Luftangriffe während des Ersten Weltkrieges gewesen sein. Damals wurde Freiburg 25 mal von alliierten Flugzeugen bombardiert. Ein weiterer Anknüpfungspunkt könnte der Beschuss Freiburgs durch Artillerie aus Frankreich am 11. und 13. Juni 1940 gewesen sein. Dabei schlugen Granaten am südlichen Lorettoberg, in Merzhausen, Günterstal sowie in der Gegend um den Flugplatz, auf dem Gelände des Unternehmens Rhodia und dem Gaswerk ein. Durch den Vormarsch der deutschen Truppen in Frankreich wurde diese Angriffsmöglichkeit ab dem 15. Juni 1940 beseitigt.

## Spätere Folgen

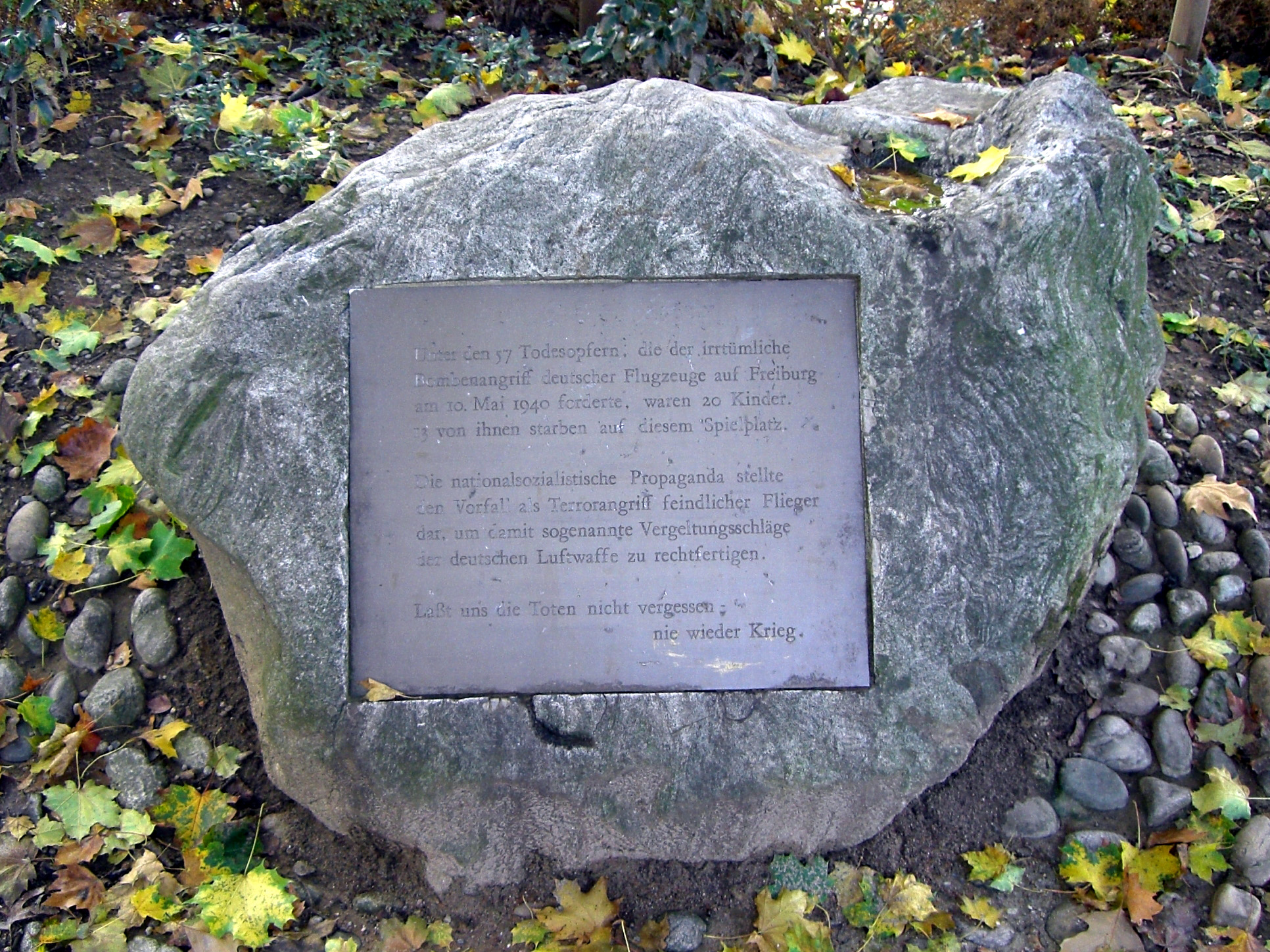
Gedenkstein am Hildaspielplatz

Der damalige Kommodore des Kampfgeschwaders 51 „Edelweiß“, Oberst Josef Kammhuber, behauptete 1954 wider besseres Wissen, es werde nie aufzuklären sein, wer für die Bombardierung Freiburgs an diesem Tag verantwortlich sei. Im August 1980 schrieb er zwei Militärhistorikern: „Die Tatsache, daß der Angriff auf Freiburg durch eine Kette der III/K.G.51 irrtümlich durchgeführt wurde, steht einwandfrei fest.“
Wesentlichen Beitrag zur Aufklärung der Ereignisse vom 10. Mai 1940 leisteten die Historiker Anton Hoch, Wolfram Wette und Gerd R. Ueberschär. Durch ihre Arbeit konnten ab 1956 die Verantwortlichen genannt werden. Am 5. April 1956 meldete die New York Times, dass das Rätsel, wer am 10. Mai 1940 Freiburg bombardiert habe, gelöst sei.
Im Freiburger Stadtteil Stühlinger erinnert ein Gedenkstein auf dem Hildaspielplatz (gegenüber Colmarer Str. 3), bei dem damals 20 Kinder getötet wurden, an die Opfer des Bombenangriffs. Die Errichtung des Gedenksteines geht auf die Vereinigung der Verfolgten des Naziregimes zurück. Eine nur kurze Zeit vorhandene provisorische Gedenktafel wurde zum 40. Jahrestag angebracht und knüpfte an die später widerlegte Annahme an, Freiburg sei absichtlich durch die Deutsche Luftwaffe bombardiert worden. Erst zum 45. Jahrestag wurde der jetzige Gedenkstein enthüllt. Die jetzige Inschrift der Gedenktafel basiert auf den Erkenntnissen der historischen Forschung zum Ereignis. Bei der Einweihung des Gedenksteines sprachen neben dem Oberbürgermeister Rolf Böhme der Vorsitzende der VVN und der Vorsitzende des SPD-Ortsvereins Stühlinger.